# Cursa i Caminada Lluís Companys
La Cursa Lluís Companys, posteriorment esdevinguda Cursa i Caminada Lluís Companys és una prova esportiva que se celebra a Barcelona des de l'any 2008, en honor a l'Olimpíada Popular de 1936, plantejada en contraposició a l'Olimpíada de Berlín, on els nazis ja estaven al poder, i que finalment no va poder celebrar-se, degut a l'esclat de la Guerra Civil espanyola.
La Cursa i Caminada Lluís Companys, que discorre per l'Anella Olímpica de Montjuïc, sovint amb sortida i arribada a l'Estadi Olímpic Lluís Companys, però també a l'Estadi Municipal Joan Serrahima, amb distàncies diverses depenent segons l'edició, és organitzada per la Fundació Neus Català i Esquerra Unida i Alternativa, conjuntament amb el Partit de l'Esquerra Europea i Transform.